# Suicide Society
Suicide Society es el decimoquinto álbum de la banda canadiense de heavy metal Annihilator. Fue lanzado el 18 de septiembre de 2015 por UDR Music, y es el primer álbum en el que el guitarrista y líder de la banda Jeff Waters interpreta las voces principales en todos los temas desde Remains de 1997, debido a la partida del vocalista y guitarrista rítmico Dave Padden en diciembre de 2014. También marca el regreso del bajista Cam Dixon, quien estuvo de gira con la banda de 1994 a 1995, así como la adición del nuevo guitarrista Aaron Homma, a quienes se les atribuye el haber proporcionado coros en las notas del disco.
En este álbum, Jeff Waters se encargó de todo el trabajo instrumental en el estudio aparte de la batería, interpretada por el baterista Mike Harshaw. El álbum marca la última aparición en el estudio de Harshaw, quien anunció a través de su página de Facebook en mayo de 2016 que se había separado de la banda para pasar más tiempo con su familia y perseguir otros intereses musicales.
El 31 de julio de 2015 se publicó un vídeo musical para la canción principal. Un video con la letra de la canción "Creepin' Again" fue lanzado el 17 de agosto. Otro sencillo fue lanzado, "My Revenge" el 15 de septiembre de 2015. "Snap" lanzó otro video musical el 1 de octubre de 2015.
La canción "Break, Enter" fue escrita sobre una experiencia personal que Waters tuvo persiguiendo a criminales que habían irrumpido en su casa. El disco extra "The Ravenstreet Sessions" es un típico setlist de concierto de Annihilator que fue grabado con el vocalista/guitarrista Dave Padden aún en la banda antes de dirigirse a Europa para su gira de verano de 2013.

## Lista de canciones
Todas las pistas escritas por Jeff Waters.
Todas las canciones escritas y compuestas por Jeff Waters. 
| N.º   | Título                        | Duración |  |
| 1.    | «Suicide Society»             | 3:50     |  |
| 2.    | «My Revenge»                  | 5:06     |  |
| 3.    | «Snap»                        | 4:54     |  |
| 4.    | «Creepin' Again (Parasomnia)» | 4:16     |  |
| 5.    | «Narcotic Avenue»             | 5:19     |  |
| 6.    | «The One You Serve»           | 5:45     |  |
| 7.    | «Break, Enter»                | 5:47     |  |
| 8.    | «Death Scent»                 | 5:11     |  |
| 9.    | «Every Minute»                | 5:00     |  |
| 45:08 |                               |          |  |

Disco bonus - The Ravenstreet Sessions / Jeff Talks
| N.º   | Título | Duración |  |
| 1.    | «Deadlock» | 5:24     |  |
| 2.    | «Set the World on Fire» | 4:51     |  |
| 3.    | «Knight Jumps Queen» | 4:35     |  |
| 4.    | «Ambush» | 3:39     |  |
| 5.    | «Never, Neverland» | 6:00     |  |
| 6.    | «Time Bomb» | 5:19     |  |
| 7.    | «Smear Campaign» | 4:55     |  |
| 8.    | «Carnival Diablos» | 5:18     |  |
| 9.    | «Reduced To Ash» | 3:17     |  |
| 10.   | «I Am In Command» | 4:25     |  |
| 11.   | «Jeff Talks... (Comentario pista por pista de las canciones de este álbum) - I. "Suicide Society" (1:19) - II. "Creepin' Again" (1:14) - III. "Snap" (0:39) - IV. "Narcotic Avenue" (0:37) - V. "My Revenge" (1:07) - VI. "The One You Serve" (0:58) - VII. "Break, Enter" (2:02) - VIII. "Death Scent" (0:32) - IX. "Every Minute" (1:35)» | 10:03    |  |
| 63:06 | |          |  |

## Personal
Annihilator
- Jeff Waters - voz principal, guitarra principal, guitarra rítmica, bajo, producción, ingeniería, mezcla, masterización
- Mike Harshaw - batería
- Aaron Homma - coros, guitarra rítmica en vivo
- Cam Dixon - coros, bajo en vivo

Producción
- Gyula Havancsák - arte de portada, diseño

## Posiciones
| Posiciones (2015)             | Posición máximas |
| ----------------------------- | ---------------- |
| Bélgica (Ultratop flamenca)   | 157              |
| Bélgica (Ultratop valona)     | 52               |
| Francia (SNEP)                | 155              |
| Alemania (Offizielle Top 100) | 44               |
| Suiza (Schweizer Hitparade)   | 33               |